# 佩爾托西托 (亞利桑那州)
佩爾托西托（英語：Puertocito）是位於美國亞利桑那州皮馬縣的一個非建制地區。該地的面積和人口皆未知。

## 地理
佩爾托西托的座標為31°36′35″N 111°29′49″W / 31.60972°N 111.49694°W，而該地的平均海拔高度為1049米（即3442英尺）。